# Marian Dougherty
Marian Antal Dougherty (* 25. November 1984 in Denver, Colorado als Marian Antal Dalmy) ist eine ehemalige US-amerikanische Fußballspielerin, die zuletzt in der Saison 2013 beim Portland Thorns FC unter Vertrag stand.

## Leben
Dougherty wurde als Tochter eines Ungarn und einer US-Amerikanerin in Denver, Colorado geboren. Sie wuchs jedoch im Vorort Lakewood auf und besuchte dort zwischen 1998 und 2002 die Green Mountain High School. Nach ihrem High-School-Abschluss, ging sie 2003 an die Santa Clara University und studierte Kommunikation. Sie promovierte hier im Frühjahr 2007 mit dem Bachelor of Arts.

### Karriere
Dougherty startete ihre Karriere in ihrer Geburtsstadt mit den Denver Diamonds. Neben dem Vereinsfußball spielte sie zwischen 1999 und 2002 ebenfalls im Women Soccer Team der Green Mountain High School, den Green Mountains Rams. Sie gewann mit den Diamonds 2000 und 2002 die State Championships, bevor sie sich für ihr Studium an der Santa Clara University einschrieb. In dieser Zeit spielte sie für deren Women Soccer Team, den Santa Clara Broncos. Nach ihrem Abschluss im Frühjahr 2007 ging sie zu den Chicago Red Stars. In Chicago spielte Dougherty zwischen 2009 und 2010 in 40 WPS Spielen und erzielte 1 Tor. Anschließend zog sie nach Florida um bei den Ligarivalen MagicJack zu spielen. Sie lief in der Saison 2011 in 18 Spielen auf, bevor sie in der vierten Runde des Supplemental Draft zur NWSL an Position 32 vom Portland Thorns FC gezogen wurde. Ihr Ligadebüt gab Dougherty dort am 13. April 2013 gegen den FC Kansas City, am 21. April erzielte sie bei einem 2:1-Sieg gegen den Seattle Reign FC ihren einzigen Treffer in der NWSL. Nach dem Gewinn der Meisterschaft mit Portland gab sie im November 2013 ihren Rücktritt vom Profisport bekannt.

### International
Dougherty spielte von 2007 bis 2009 in elf Partien für die US-amerikanische Nationalmannschaft, und gewann bei der Weltmeisterschaft 2007 die Bronzemedaille.

### Persönliches
Ihr Großonkel väterlicherseits, Imre Antal, spielte in den 30er Jahren für die ungarische Fußballnationalmannschaft.

## Erfolge
- 2007: WM-Bronzemedaille (USA)
- 2013: Meisterschaft in der NWSL (Portland Thorns FC)